# Robert Langlands
Robert Langlands (n. 6 octombrie 1936, New Westminster⁠(d), British Columbia, Canada) este un matematician câștigător al Premiului Abel în 2018.